# Sapromyza punctigera
Sapromyza punctigera är en tvåvingeart som först beskrevs av Carl Ludwig Doleschall 1858.  Sapromyza punctigera ingår i släktet Sapromyza, ordningen tvåvingar, klassen egentliga insekter, fylumet leddjur och riket djur.
Artens utbredningsområde är Moluckerna. Inga underarter finns listade i Catalogue of Life.